# Supercoppa serba 2021 (pallavolo maschile)
La Supercoppa serba 2021, 11ª edizione della Supercoppa nazionale di pallavolo maschile, si è svolta il 5 ottobre 2021: al torneo hanno partecipato due squadre di club serbe e la vittoria finale è andata per la quarta volta, la terza consecutiva, al Vojvodina.

## Regolamento
La formula ha previsto una gara unica.

## Squadre partecipanti
| Squadra   | Qualificazione                     |
| --------- | ---------------------------------- |
| Ribnica   | Vincitrice Coppa di Serbia 2020-21 |
| Vojvodina | Vincitrice Superliga 2020-21       |

## Torneo
| 5 ottobre 2021 Hala sportova u Kraljevu, Kraljevo Durata: 1h:45 - Spettatori: ? | Ribnica | 1 - 3 | Vojvodina | 25-19, 24-26, 21-25, 21-25 |